# 龍の瞳

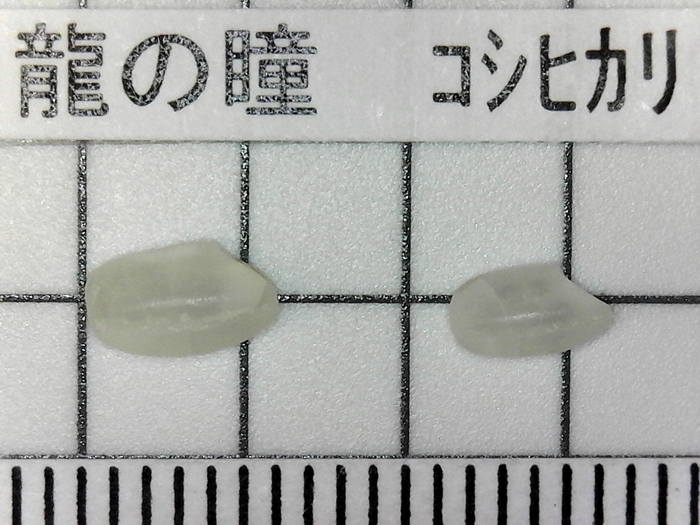
「龍の瞳」と「コシヒカリ」の比較01

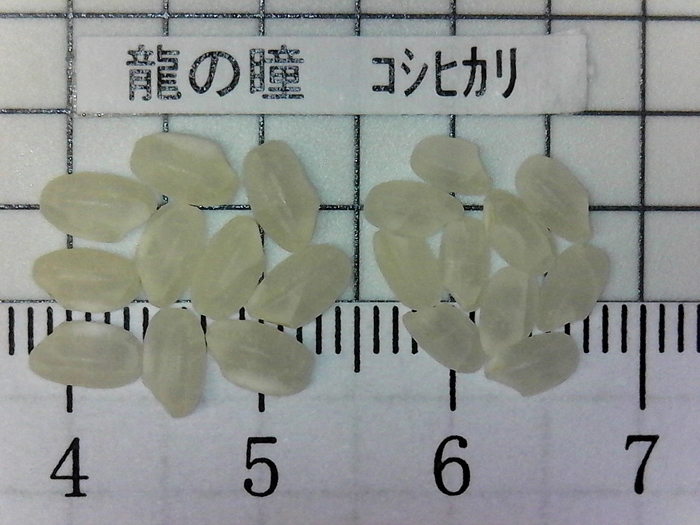
「龍の瞳」と「コシヒカリ」の比較02

龍の瞳（りゅうのひとみ）は、日本のブランド米の登録商標、およびブランド米の普及と販売を行う企業名。
である。数々のコンテストでグランプリを獲得し、2023年時点では最高級ブランド米の一つとして日本全国に知られる。
2000年に今井隆が岐阜県下呂市でコシヒカリの田んぼの中から発見し、命名した「いのちの壱」という品種を用い、商品名「龍の瞳」として流通している米である。

## 概要
2000年9月に農林水産省職員（当時）だった今井隆が岐阜県下呂市萩原町の水田でひときわ背の高いコシヒカリ2株を発見。採取した種もみから収穫された米は通常のコシヒカリの1.5倍の大きさの粒であり、味も従来のものとは明らかに違っていた。今井はこの稲を2006年に「いのちの壱」と命名して品種登録を行い、「龍の瞳」のブランドで販売を行った。

## 特徴
コシヒカリの約1.5倍ほどの大粒で、粘り、香り、甘味、歯ごたえに優れている。また胚芽の一部を残して精米するため栄養的にも優れている。冷めても美味しいのが特徴で、弁当やおにぎりにも適した米として認知されている。

## 沿革
- 2000年（平成12年) - 9月、今井隆が下呂市自宅前水田で変異株2株を発見。
- 2003年（平成15年）- 4月1日、農林水産省に新品種として登録出願。
- 2004年（平成16年）- 7月、農家8名で生産組織「龍の瞳生産組合」が発足。
- 2004年（平成16年）- 10月8日、「龍の瞳」を商標登録。
- 2005年（平成17年）- 10月1日、合資会社龍の瞳を設立。
- 2006年（平成18年）- 7月、日本国内の「いのちの壱」を品種登録。
- 2007年（平成19年）- 岐阜県産地品種銘柄に設定[3]。
- 2008年（平成20年） - 8月、飛騨・美濃じまんの原石に認定[4]。
- 2009年（平成21年）- 3月、特定非営利活動法人「龍の瞳倶楽部」法人認証[5]。
- 2011年（平成23年）- 9月6日、飛騨・美濃すぐれもの商品認定[6]。
- 2012年（平成24年）- 3月9日、岐阜県観光連盟推奨観光土産品の岐阜県観光連盟会長賞（グランプリ）を受賞[7]。
- 2012年（平成24年）- 8月8日、株式会社龍の瞳を設立。
- 2014年（平成26年）- 12月、株式会社CUISINE KINGDOM発行『料理王国』誌にて【2015年料理王国100選】に選ばれる[8]。

## 栽培基準
- 有機質肥料のみで栽培する。
- 栽培期間中農薬不使用米と低農薬米（岐阜県基準の三分の一程度の農薬使用）のみ栽培。
- 自社契約農家による委託栽培。
- 契約農家は必ず生産組合へ加入し、組合による組織的な栽培指導と検査。

## 名前の由来
米作りに欠かせない水を司る神である「龍」と、米粒が大きくまるで瞳のようだったことから「瞳」を取って今井隆が「龍の瞳」と命名した。

## 参考書籍
- 大坪研一、食味研究会『日本一おいしい米の秘密』講談社、2006年9月。ISBN 4-06-272400-6。